# 2023-as Campeones Cup
A 2023-as Campeones Cup volt az 5. alkalommal megrendezett észak-amerikai nemzetközi labdarúgókupa. A kupában az MLS-kupa és a mexikói szuperkupa győztesei vesznek részt. 
A címvédő az amerikai New York City volt. A bajnoki trófeát a mexikói Tigres UANL szerezte meg, a kupa történetében másodjára.

## A mérkőzés
| 2023. szeptember 27. 20:00 PDT |

| Los Angeles                          | 0–0 | Tigres UANL                  |
| ------------------------------------ | --- | ---------------------------- |
|                                      |     |                              |
| Büntetőpárbaj                        |     |                              |
| Bouanga Tillman Sánchez Hollingshead | 2–4 | Gignac Ibáñez Pizarro Angulo |

| BMO Stadion, Los Angeles, Kalifornia Nézőszám: 20 605 Játékvezető: Drew Fischer (Kanada) |